# Tour de Francia 1920
El 14.º Tour de Francia se disputó entre el 27 de junio y el 25 de julio de 1920 con un recorrido de 5519 km. dividido en 15 etapas. La carrera fue ganada por el  belga Philippe Thys a una velocidad media de 24,072 kilómetros por hora, siendo este el primer ciclista en ganar el Tour de Francia tres veces. Los ciclistas belgas dominaron esta edición, con 14 de las 15 etapas ganadas y los siete primeros clasificados de la general final.

## Participantes
Hasta 138 ciclistas se inscribieron para disputar esta edición del Tour de Francia, de los cuales 113 tomaron parte en la primera etapa. Los ciclistas fueron divididos en dos categorías. En la primera categoría había 31 ciclistas y en la segunda 82.  
Los principales favoritos a la victoria final eran Eugène Christophe, Louis Mottiat, Philippe Thys, Gaetano Belloni, Jean Alavoine y Henri Pélissier.
El ciclista español Jaime Janer, tomó parte en el Tour de Francia, pero tuvo que abandonar en el transcurso de la quinta etapa, entre Les Sables d'Olonne y Bayona.

## Cambios respecto a la edición anterior
El Tour de Francia 1919 había sido la edición más difícil de todas las disputadas hasta entonces como consecuencia de la proximidad de la Primera Guerra Mundial, la cual había dejado las carreteras en un estado lamentable y había impedido a los ciclistas prepararse a conciencia. En 1920 las cosas estaban volviendo a la normalidad, aunque la velocidad media de la carrera fue solo un poco superior a la de 1919, el Tour de Francia más lento de la historia. En 1919 solo 67 ciclistas comenzaron la carrera, pero en 1920 aumentó la cifra hasta 113. Aunque la guerra había terminado, las fábricas de bicicletas eran incapaces de patrocinar a los ciclistas tal como habían hecho antes de la guerra. Por ello se agruparon bajo el nombre de La Sportive. Los ciclistas fueron divididos en dos categorías, la  1ère classe  (primera clase), los profesionales y la 2ème classe (segunda clase), los aficionados. En 1919 Philippe Thys no estaba bien físicamente y no pudo ni terminar la primera etapa, lo que hizo que fuera ridiculizado en el diario. Su respuesta fue entrenar duro en invierno para estar en mejor forma en 1920.

## Recorrido
El Tour de Francia de 1920 utilizó el mismo formato que se venía utilizando desde 1910, y que continuaría hasta el 1924: quince etapas con un recorrido superior a los 5.000 km, siguiendo el perímetro de Francia, con salida y llegada en París.
Aix en Provence y Gex sustituyen a Marsella y Ginebra como ciudades que reciben una etapa. Por cuarta vez el Tour inicia en dirección oeste, para llegar a París por el este.

## Desarrollo de la carrera

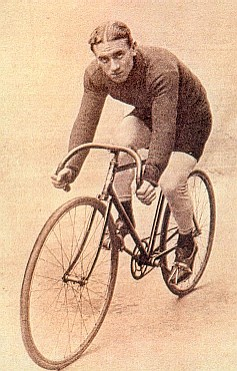
Philippe Thys, vencedor del Tour de Francia de 1920.

La edición del Tour de Francia de 1920 es descrita como una edición aburrida.
El tiempo fue muy caluroso y, como en años precedentes, durante las primeras etapas numerosos ciclistas abandonaron. Así, después de la cuarta etapa, 65 de los 113 ciclistas habían dejado la carrera, quedando solo 48. Los principales favoritos franceses tuvieron que abandonar en breve: Jean Alavoine en la segunda etapa, Francis Pélissier y Odile Defraye en la tercera y Eugène Christophe en la séptima.
Louis Mottiat se impone en Le Havre y se viste con el maillot amarillo. Jean Rossius, Philippe Thys, Félix Goethals y  Émile Masson se clasifican con el mismo tiempo. En Cherbourg, Thys se impone en un grupo de treinta ciclistas, y Henri Pélissier se impone en Brest en un grupo de diez. Después de las tres primeras etapas Rossius, Thys, Masson y Goethals se encontraban empatados en cabeza de la clasificación general con el mismo tiempo,  mientras Mottier perdía más de una hora y media de camino hasta Brest. Pélissier también gana la cuarta etapa, con final en las Sables-d'Olonne, en una nueva llegada masiva, pero durante la quinta etapa es penalizado con dos minutos por un cambio de neumático contrario a lo que establece el reglamento. Inmediatamente Pélissier detiene y abandona la carrera. Desgrange comentó respecto a este abandono que Pélissier no sabe sufrir, ¡él nunca ganará el Tour de Francia!. En 1923 ganaría la carrera.
Las cinco primeras etapas finalizaron con un grupo llegando junto a meta y hasta doce de las quince etapas finalizaron de esta manera. Esto no gustó nada a Henri Desgrange, organizador de la carrera, el cual quería que los ciclistas corrieran de manera individual. Thys y  Émile Masson pasaron a compartir el liderato al terminar la quinta etapa, previa a la entrada a los Pirineos, y fue ganada por Firmin Lambot. La sexta etapa, con final en Luishon, después de cruzar las cimas de Col d'Aubisque, Tourmalet,  Aspin y Peyresourde volvió a ser ganada por Lambot, con Thys controlándolo de cerca y aumentando las diferencias al frente de la clasificación general. Las victorias de Jean Rossius y Louis Heusghem en Perpiñán y Aix no inquietaron en absoluto a Thys, el cual aventajaba en cerca de una hora a Hector Heusghem, segundo en la general, antes de comenzar las etapas alpinas. Aunque Hector Heusghem ganó la novena etapa, no consiguió tiempo respecto a Thys, ya que este llegó tercero en el mismo tiempo.
El maillot amarillo había sido introducido en 1919, pero en 1920 la organización no había entregado el maillot en las primeras ocho etapas. Después de que Thys acabara como líder en la novena etapa recibió el maillot amarillo. Desgrange estaba muy decepcionado con la falta de lucha durante la carrera, lo que le llevó a querer detener la carrera después de la décima etapa, pero fue convencido para no hacerlo. 
Los belgas dominaron la carrera. Honoré Barthélémy fue el mejor francés, en la octava posición. Barthélémy tuvo numerosas caídas durante la carrera que le provocaron una fractura en la muñeca y se le dislocó el hombro. Barthélémy modificó el manillar para poder pedalear, ya que no podía mover la espalda. Cuando llegó a París, fue recibido como un héroe por el público francés.
La carrera fue ganada por el belga Thys, el cual estuvo presente en todas las escapadas de la carrera, 
terminando entre los cinco primeros en cada etapa, ganando cuatro etapas y siendo segundo en siete más. Con esta victoria se embolsó 21.660 francos, mientras el segundo clasificado, H. Heusghein, no llegó a 10.000 .

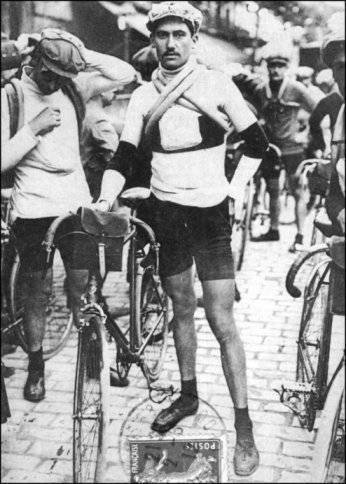
Henri Pélissier, que ganó la tercera y vuarta etapa del Tour de 1920, abandonó la carrera en la quinta etapa.

## Etapas
| Etapa | Fecha       | Recorrido                    | Distancia (km) | Ganador         | Líder          |
| ----- | ----------- | ---------------------------- | -------------- | --------------- | -------------- |
| 1.ª   | 27 de junio | París - Le Havre             | 388            | Louis Mottiat   | Louis Mottiat  |
| 2.ª   | 29 de junio | Le Havre - Cherburgo         | 364            | Philippe Thijs  | Philippe Thijs |
| 3.ª   | 1 de julio  | Cherburgo - Brest            | 405            | Henri Pélissier | Philippe Thijs |
| 4.ª   | 3 de julio  | Brest - Les Sables d'Olonne  | 412            | Henri Pélissier | Philippe Thijs |
| 5.ª   | 5 de julio  | Les Sables d'Olonne - Bayona | 482            | Firmin Lambot   | Philippe Thijs |
| 6.ª   | 7 de julio  | Bayona - Luchon              | 326            | Firmin Lambot   | Philippe Thijs |
| 7.ª   | 9 de julio  | Luchon - Perpiñán            | 323            | Jean Rossius    | Philippe Thijs |
| 8.ª   | 11 de julio | Perpiñán - Aix-en-Provence   | 325            | Louis Heusghem  | Philippe Thijs |
| 9.ª   | 13 de julio | Aix-en-Provence - Niza       | 356            | Philippe Thijs  | Philippe Thijs |
| 10.ª  | 15 de julio | Niza - Grenoble              | 333            | Hector Heusghem | Philippe Thijs |
| 11.ª  | 17 de julio | Grenoble - Gex               | 362            | Léon Scieur     | Philippe Thijs |
| 12.ª  | 19 de julio | Gex - Estrasburgo            | 354            | Philippe Thijs  | Philippe Thijs |
| 13.ª  | 21 de julio | Estrasburgo - Metz           | 300            | Philippe Thijs  | Philippe Thijs |
| 14.ª  | 23 de julio | Metz - Dunkerque             | 433            | Félix Goethals  | Philippe Thijs |
| 15.ª  | 25 de julio | Dunkerque - París            | 340            | Jean Rossius    | Philippe Thijs |

## Clasificación general
| Clasificación general |                   |           |                    |
| Ciclista              | Ciclista          | Categoría | Tiempo             |
| --------------------- | ----------------- | --------- | ------------------ |
| 1.º                   | Philippe Thys     | 1         | 231 h 07 min 15 s  |
| 2.º                   | Hector Heusghem   | 1         | + 57 min 21 s      |
| 3.º                   | Firmin Lambot     | 1         | +1 h 39 min 35 s   |
| 4.º                   | Leon Scieur       | 1         | + 1 h 44 min 58 s  |
| 5.º                   | Émile Masson      | 1         | + 2 h 56 min 52 s  |
| 6.º                   | Louis Heusghem    | 1         | + 3 h 40 min 47 s  |
| 7.º                   | Jean Rossius      | 1         | + 3 h 49 min 55 s  |
| 8.º                   | Honoré Barthélémy | 1         | + 5 h 35 min 19 s  |
| 9.º                   | Félix Goethals    | 1         | + 9 h 23 min 07 s  |
| 10.º                  | Joseph Vandaele   | 1         | + 10 h 45 min 41 s |

| Clasificación final (11–22) |                       |           |                    |
| Ciclista                    | Ciclista              | Categoría | Tiempo             |
| --------------------------- | --------------------- | --------- | ------------------ |
| 11.º                        | Eugène Dhers          | 1         | + 11 h 15 min 09 s |
| 12.º                        | José Pelletier        | 2         | + 20 h 04 min 32 s |
| 13.º                        | Théo Wynsdau          | 2         | + 25 h 14 min 02 s |
| 14.º                        | Noel Amenc            | 2         | + 33 h 25 min 47 s |
| 15.º                        | Joseph Muller         | 2         | + 33 h 48 min 53 s |
| 16.º                        | Henri Ferrera         | 2         | + 34 h 32 min 27 s |
| 17.º                        | Guglielmo Ceccherelli | 2         | + 48 h 40 min 35 s |
| 18.º                        | Marius Matheron       | 2         | + 51 h 11 min 04 s |
| 19.º                        | Etienne Dorfeuille    | 2         | + 53 h 10 min 00 s |
| 20.º                        | Pierre Hudsyn         | 2         | + 55 h 36 min 42 s |
| 21.º                        | André Coutte          | 2         | + 55 h 57 min 46 s |
| 22.º                        | Charles Raboisson     | 2         | + 69 h 00 min 05 s |